# Djurås by
Djurås by är en bebyggelse i Gagnefs socken i Gagnefs kommun, Dalarnas län. SCB avgränsade denna före 2015 till en småort, tidigt benämnd "Djurås (södra delen)". Från 2015 har den uppgått i tätorten Djurås.

## Byn
Djurås by ligger cirka 1,73 kilometer sydost om Djurås centrum. Byn utmärks av en utspridd bebyggelse med äldre och nyare röd- och vitmålade bostadshus och uthuslängor. Vid Djuråsbyvägen 26 återfinns Djurås missionskyrka från 1897.

## Bilder

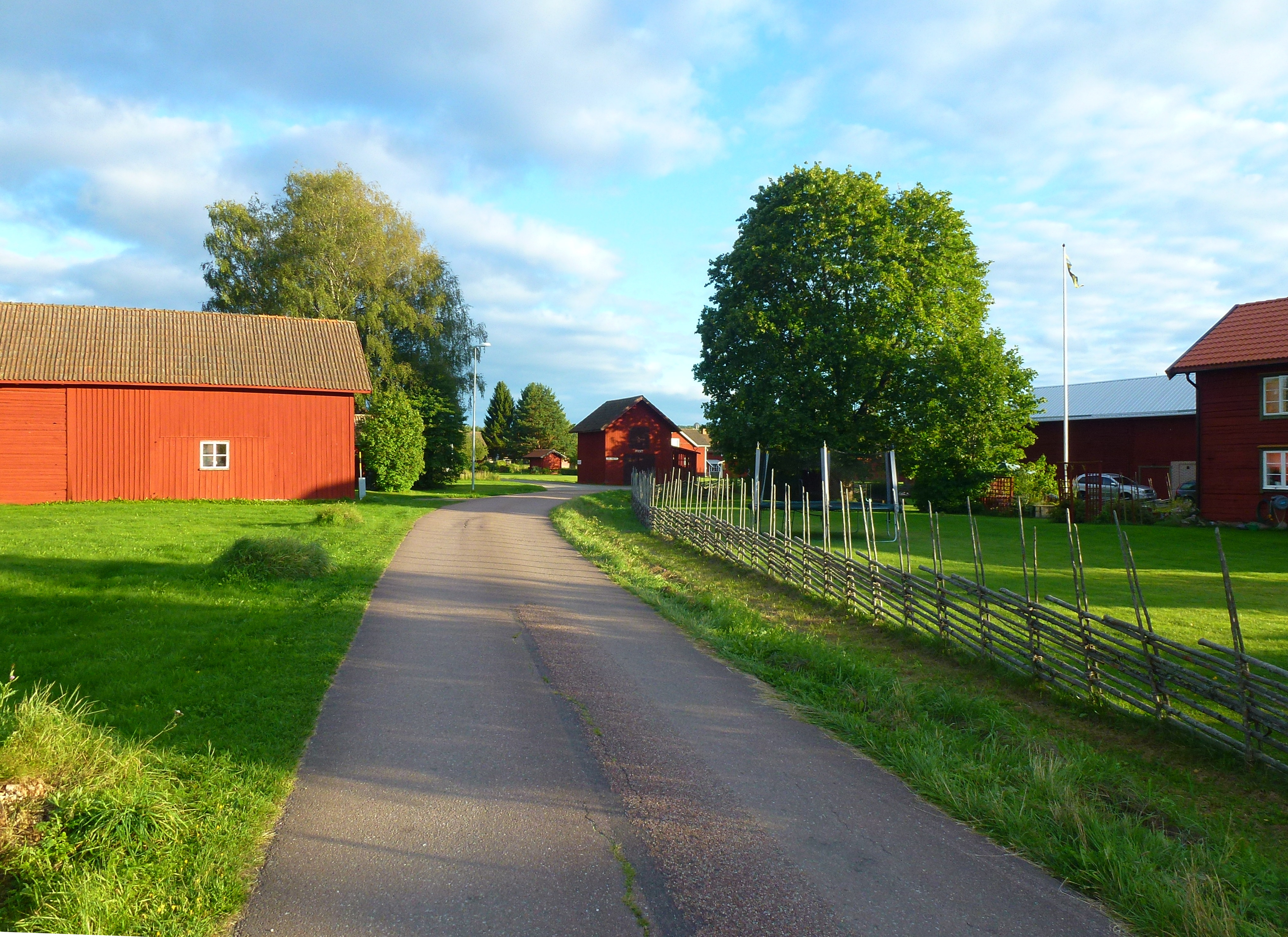
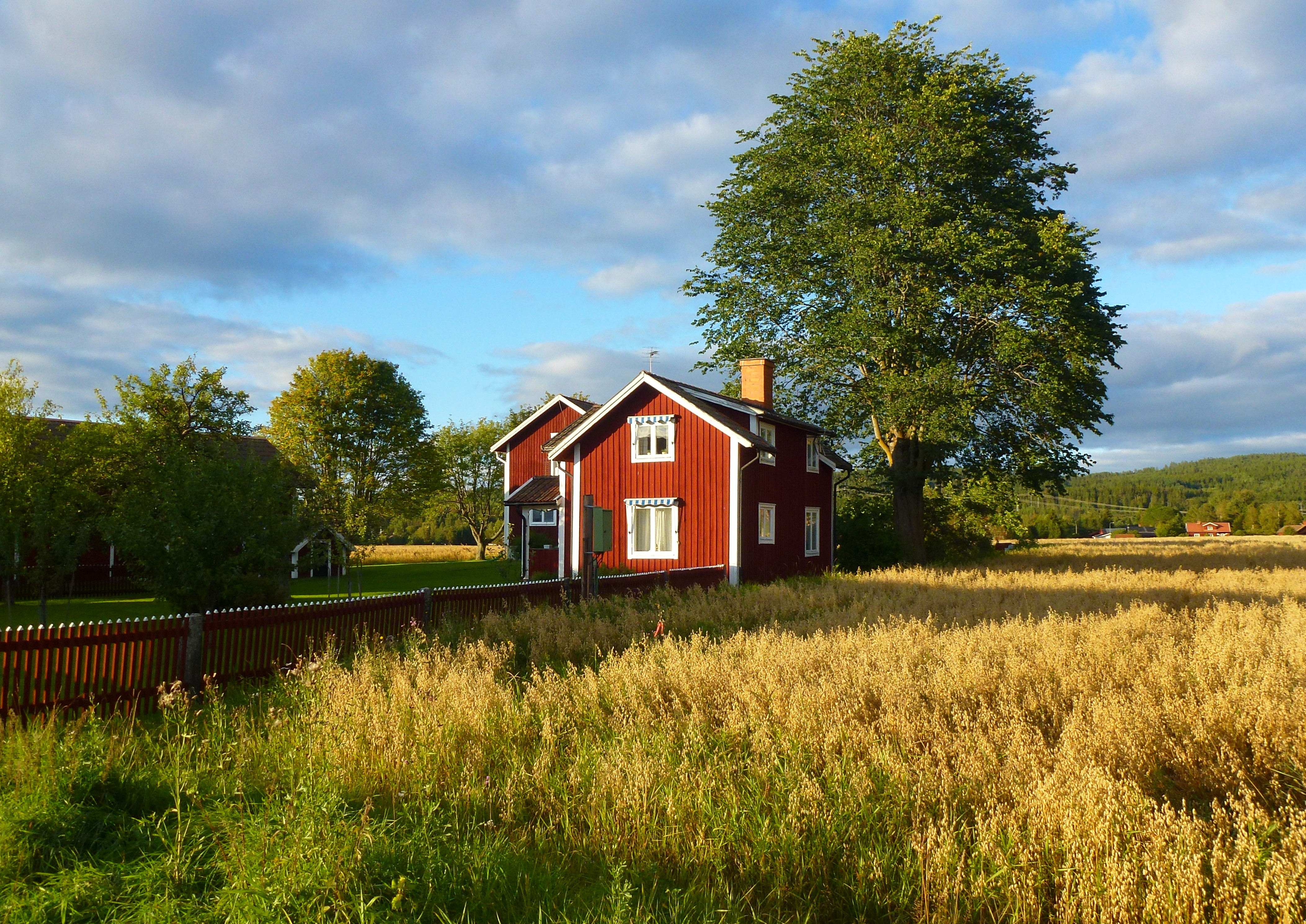
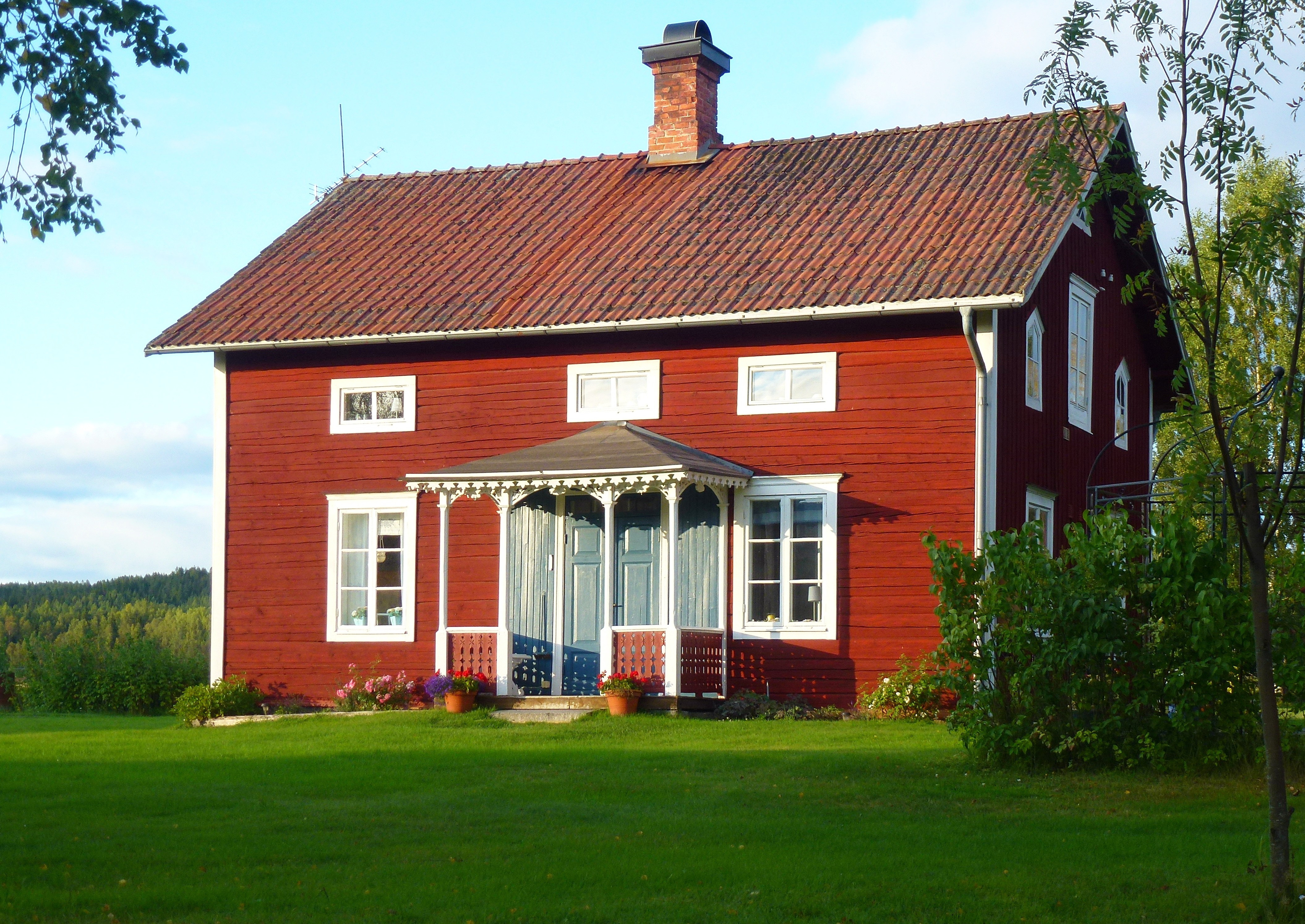